# Dorfschwalben aus Österreich

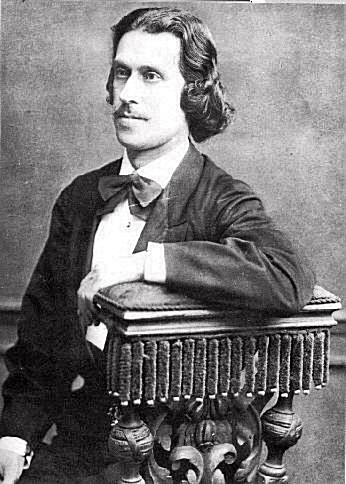
Josef Strauss

Dorfschwalben aus Österreich (Bysvalor från Österrike), op. 164, är en wienervals komponerad av Josef Strauss 1864.

## Historia
1862/63 skrev August Silberstein romanen Dorfschwalben aus Österreich. Boken handlar om kärleken mellan Alpernas natur och en naiv ung man som bor där och romanen blev en bästsäljare vid tiden. Silberstein var en mångårig vän till Josef Strauss och inspirerad av dennes roman komponerade Strauss valsen med samma namn. Liksom Silbersteins roman är valsen en idyllisk skildring av Wiens natur på försommaren, när bysvalorna kommer på besök.
Valsen hade premiär den 9 september 1864 på Volksgarten i Wien, som en hyllning till Silberstein. Vid samma tillfälle premiärspelades också Strauss polka Frauenherz (op. 3), som antas skildra känslorna hos hjälten i romanen Dorfschwalben aus Österreich, och dessa två verk blev tillsammans Josef Strauss mästerverk.
Den7 juli 1870 dog Strauss till följd av en olycka i Warszawa. Tre månader senare, den 22 oktober, hölls en minnesstund då valsen framfördes med Frauenherz under ledning av hans bror Johann Strauss den yngre.
Ladusvalan är Österrikes nationalfågel, och denna vals betraktas också som en sång som symboliserar Österrikes rika natur. Senare tillkom text och det blev populärt i repertoaren för Wiener Sängerknaben.

## Wienerfilharmonikernas nyårskonsert
Den spelades vid nyårskonserten från Wien följande år:
- 1947 – Josef Krips
- 1956 – Willi Boskovsky
- 1963 – Willi Boskovsky
- 1977 – Willi Boskovsky
- 1986 – Lorin Maazel
- 1992 – Carlos Kleiber
- 2001 – Nikolaus Harnoncourt
- 2008 – Georges Prêtre
- 2015 – Zubin Mehta

## Webblänkar
- Dorfschwalben aus Österreich: Fria noter i International Music Score Library Project.
- Josef Strauss Dorfschwalben aus Österreich / Walzer op. 164 (1865) – Kommentar des Wiener Johann Strauss Orchesters（WJSO）